# 関西大学北陽中学校・高等学校
関西大学北陽高等学校・中学校（かんさいだいがくほくようこうとうがっこう・ちゅうがっこう）は、大阪府大阪市東淀川区上新庄一丁目にある私立高等学校・中学校。

## 概要
1925年、関西大学第11代学長山岡順太郎の実子である山岡倭により、北陽商業学校として創立。建学の精神は「知徳体の調和のとれた人間の育成」。
校名の北陽は、北に神崎川を隔てて遠く千里の山並みを仰ぎ、東の遙か淀川の彼方に生駒の連峰を望む学校所在地の地勢に因む。「山の南を陽と名づく」という古辞により、千里山の南（陽）、淀川の北に位置する学校という主張である。
2007年度までは北陽高等学校の名称で、学校法人福武学園が経営していた。学校法人福武学園は2008年4月に学校法人関西大学と合併することが、2007年3月15日に合意された。生徒数減少に悩んでいる北陽と、併設校を増やしたい関西大学の意向が一致したことが、合併の合意につながった。それに伴って2008年度から関西大学の併設校となり、校名も関西大学北陽高等学校に変更した。
元々は男子校であったが、2008年の合併と同時に、2008年度入学生から段階的に男女共学へと変更し、2010年度には関西大学北陽中学校を併設、中高一貫教育を開始した。
校舎の北側には、東海道新幹線が通っておりまた、校舎の南側には、阪急京都本線が通っている。

## 沿革
- 1925年
  - 3月 - 山岡倭が甲種北陽商業学校として設立。東淀川区長柄町177（現在の北区長柄）に仮校舎を造営。
  - 4月 - 北陽商業学校として開校。
- 1926年3月 - 東淀川区下新庄町2-141（当時）に校舎完成。
- 1942年6月 - 財団法人福武学園が西淀川区御幣島町（当時）に福武工学校を開校。
- 1943年4月 - 福武工学校を福武工業学校と改称し、仮校舎を東淀川区木川西之町（当時、現在の淀川区木川西）に移転。
- 1944年3月 - 戦時非常措置令により、財団法人福武学園が北陽商業学校を買収し、福武工業学校と北陽商業学校を合併して、財団法人福武学園北陽工業学校と改称し設立者を福武平十郎に変更。
- 1946年3月 - 終戦により、財団法人福武学園北陽商業学校と改称。
- 1947年4月 - 北陽中学校を併設。
- 1948年4月 - 北陽商業高等学校と改称。
- 1949年3月 - 北陽高等学校と改称。普通科・商業科設置。
- 1951年3月 - 財団法人を学校法人に変更。
- 1953年6月 - 北陽中学校を休校（のち正式に廃止）。
- 1975年4月 - 理科クラス設置。
- 1979年5月 - 東淀川区上新庄1-3-26に新校舎完成・移転（現在の校舎）。
- 1989年4月 - 英語クラス設置。
- 1990年4月 - 特進クラス設置。
- 2003年4月 - アドバンスクラス設置。
- 2008年4月 - 法人合併により関西大学北陽高等学校と改称。
- 2010年4月 - 関西大学北陽中学校を設置。

## 設置学科・コース
- 普通科
  - 特進アドバンスコース：関西大学および難関国公立大学への進学を目指す。
  - 文理コース：文武両道をモットーとして関西大学への内部進学を目指す。
  - スポーツコース：クラブ活動を通して真のアスリートを養成する。また、有名私立大学に進学できる基礎学力を培う。

## クラブ活動と実績

### 高等学校野球部
1970年代は大阪私学7強のうちの1校であった。選抜で1回準優勝している。
- 選手権：出場6回（1966年〈第48回〉、1973年〈第55回〉、1980年〈第62回〉、1981年〈第63回〉、1994年〈第76回〉、1999年〈第81回〉）
- 選抜：出場8回（1970年〈第42回〉、1973年〈第45回〉、1976年〈第48回〉、1980年〈第52回〉、1988年〈第60回〉、1990年〈第62回〉、1994年〈第66回〉、2007年〈第79回〉）

### 高等学校サッカー部
1926年に創部、全国大会へ35回出場。全国高等学校サッカー選手権大会では1973年に優勝、全国高等学校総合体育大会サッカー競技大会では1973年に準優勝、1978年に優勝している。

### 高等学校ハンドボール部
- 全国高等学校ハンドボール選抜大会：出場3回、準優勝1回
- 全国高等学校総合体育大会ハンドボール競技大会：出場1回

### 高等学校陸上部
駅伝は大阪府代表男子予選では2009年、かつて大阪男子代表として31年間も連続出場していた、清風高校の32連覇を止め、関大北陽として初優勝を成し遂げ、全国高等学校駅伝競走大会 に初出場した。全国大会には6回出場している。

## アクセス
- 上新庄駅 徒歩8分
- 下新庄駅 徒歩13分

## 著名な出身者

### 野球
- 井上弘昭
- 園田喜則
- 長崎慶一
- 才田修
- 神垣雅行
- 松岡高信
- 有田二三男
- 慶元秀章
- 岡田彰布
- 桑田茂
- 高木宣宏
- 森田幸一
- 渡辺政仁
- 榊原勝也
- 上田浩明
- 吉本一義
- 寺前正雄
- 嘉㔟敏弘
- 大橋雅法
- 田村丈
- 吉川峻平

### サッカー
- 大塚翔平
- 久高友雄
- 佐藤慶明
- 下川誠吾
- 高畠勉
- 西谷正也
- 西村昭宏
- 布部陽功
- 藤田慎一
- 桝本厚志
- 山口敏弘
- 長岡郷

### ハンドボール
- 吉田耕平
- 村上秀行
- 酒井翔一朗
- 橋本明雄

### 格闘技
- 前田日明（プロレス）
- 丸田陽七太（ボクシング）

### その他スポーツ
- 金近廉（バスケットボール）
- 髙井良成（ラグビー）
- 谷口永遠（ラグビー）
- 田村大輔（バスケットボール）
- 中村優 (フィギュアスケート選手)
- 松井繁（競艇）

### 芸能
- 吉田輝雄（俳優）
- 桂春蝶（落語家）
- 月亭八光（落語家）
- 又吉直樹（ピース）
- お見送り芸人しんいち（芸人）
- 白河りり（宝塚歌劇団）

### その他
- 徐廷学 (政治家)（ソウル市警察局長など、大韓剣道会会長）
- 阿部甚吉（弁護士、大阪弁護士会会長、日本弁護士連合会会長）
- 小西浩文（登山家）
- 小笠原真（漫画家）
- 原強（法学者、法務省司法試験考査委員）
- 佐野英利（政治家）

## 不祥事
一部の生徒が、関西大学への内部進学の合否判定に用いられる民間実施の模試の正解を、インターネットを通じて事前入手していたことが、2018年7月に判明。これを受け関大は、選考の公正性が害されるとして、併設3高校からの内部進学者の合否判定を見直すことにした。関大としては、問題の発覚した模試について、結果を選考に用いないことにしたが、民間の模試を合否判定に用いていた大学側にも責任があるとして、不正受験した生徒についても、選考から除外しないとした。